# 青若梅鯛
青若梅鯛，又稱藍色擬烏尾鮗，俗名青雞仔、大貢仔，為輻鰭魚綱鱸形目鱸亞目笛鯛科的其中一個種。

## 分布
本魚僅分布於日本南部至台灣的海域。

## 深度
水深1至100公尺。

## 特徵
本魚體呈均勻的青藍色，軀體側扁，呈長橢圓形，口小齒細，尾柄細長，側線完整，不彎曲不中斷，通達尾柄末端。尾鰭深分叉。背鰭硬棘10枚，軟條10枚；臀鰭硬棘3枚，軟條8枚。側線鱗片數48至50枚。體長可達50公分。

## 生態
本魚棲息在水流強勁的岩石海岸、珊瑚礁或人工魚礁，主要以動物性浮游生物或小魚為生。

## 經濟利用
美味的食用魚，適合清蒸或紅燒。